# Plectreurys valens
Plectreurys valens is een spinnensoort uit de familie Plectreuridae. De soort komt voor in Mexico.